# Lythrodóntas
Lythrodóntas är en ort i Cypern.   Den ligger i distriktet Eparchía Lefkosías, i den centrala delen av landet, 26 km söder om huvudstaden Nicosia. Lythrodóntas ligger 403 meter över havet och antalet invånare är 2 736. Den ligger på ön Cypern.
Terrängen runt Lythrodóntas är kuperad åt sydväst, men åt nordost är den platt. Trakten runt Lythrodóntas är ganska glesbefolkad, med 22 invånare per kvadratkilometer. Närmaste större samhälle är Latsia, 18,3 km norr om Lythrodóntas. Trakten runt Lythrodóntas består till största delen av jordbruksmark.